# Athetis prochaskai
Athetis prochaskai là một loài bướm đêm trong họ Noctuidae.